# 터미네이터 2
《터미네이터 2》(영어: Terminator 2: Judgment Day)는 1991년 개봉한 SF 액션 영화이자 터미네이터 시리즈의 두 번째 작품이다. 제임스 카메론이 제작 및 각본, 감독을 맡았고, 전편의 주연이었던 아널드 슈워제네거와 린다 해밀턴이 다시 주연으로 출연하였다. 여기에 에드워드 펄롱, 로버트 패트릭이 새로운 주연으로 등장하였다. 전편에서 카일 리스 역할을 맡았던 마이클 빈이 특별출연했는데 카일 리스가 T-800과 싸우다가 죽었기 때문에 속편에서는 카일 리스의 영혼으로 나온다. 하지만 본편에서 나오지 않고 삭제 장면에서만 나온다.
이 영화는 박스 오피스 흥행 성적과 비평 모두에서 높은 성과를 거두었다. 또한, 이 영화 이후에 제작된 많은 액션 및 SF 영화에 상당한 영향을 끼쳤다. 특히 이 영화의 주연 중 하나인 T-1000에 사용된 시각 효과는 CG 기술의 큰 발전을 이끌게 된다. 때문에 이 영화는 아카데미상(분장상, 음향효과상, 음향편집상, 시각효과상)을 비롯한 여러 상을 받았다.

## 줄거리
1984년, T-800이 사라 코너를 살해하는데 실패하고 사라 코너가 T-800으로부터 간신히 목숨을 건지게 되자, 스카이넷은 2차 프로젝트를 계획하여 이번에는 어린 시절의 존 코너(에드워드 펄롱)를 살해하기 위해 새로운 액체형 터미네이터 T-1000(로버트 패트릭)을 1995년의 로스앤젤레스로 밀파시킨다. 이에 맞서 인류 저항군도 어린 시절의 존 코너와 사라 코너(린다 해밀턴)를 지키기 위해 리프로그램된 T-800(아널드 슈워제네거)을 1995년의 로스앤젤레스로 급파시키게 된다.
정신병원에 감금된 엄마, 피 한방울 안섞인 법적 양부모. 10대 청소년 존은 엄마를 자기인생을 망친 싸이코로 여기며 일찌감치 탈선을 했고 그날도 비밀번호를 해킹한 현금인출기에서 돈을 빼내 친구랑 오락실에서 게임을 하고 있었다. 그런데 그 오락실에는 어느 FBI 제복을 입은 남자가 게임을 하던 아이들에게 존의 사진을 보여주며 존을 찾고 있었다. 사진을 본 아이들 중에는 존의 친구도 있었지만 그는 모른다고 거짓말한 뒤 서둘러 존의 자리로 찾아와 경찰이 너를 찾고 있다고 알려준다. 그 경찰의 정체는 존 코너를 살해하기 위해 밀파된 T-1000이었지만 이를 알리가 없는 존은 조금 전 현금인출기를 해킹한 게 들켰다고 생각해서 급히 도주한다.
사이버다인 시스템즈를 폭파시키려다 체포된 존의 모친 사라 코너는 미치광이로 낙인찍혀 최대 경비로 격리된 정신병원에 감금됐다. 하지만 그녀는 병원에서도 터미네이터라는 사이보그가 나타난다는 궤변을 늘어놓는탓에 의사들 사이에서도 꽤나 특이한 유형의 환자라며 VIP로 통하고 있었다. 그러던 어느날, 경찰이 사라를 찾아오더니 아들을 대신 키워주던 양부모가 모두 살해당했고 아이는 실종됐다는 말을 한다. 그날밤, 미리 숨겨둔 클립을 이용해 결박을 풀어내는데 성공한 사라는 소란을 피우며 탈출을 시도한다. 그런데 그녀가 다다른 엘리베이터 앞에 나타난건 T-800이었다. 하지만 T-800은 사라를 구해주고 정신병원에서 탈출한다. 가까스로 탈출하고 한 지하무기고에서 발칸포를 찾게된다. 그후 늦은밤 마일스 다이슨을 만나고 T-800의 내골격을 보여주더니 마일스 다이슨도 그제서야 믿게된다. 그리고 사이버다인사로 직행하는 존 일행.과연 그리로 쫓아오는 T-1000으로부터 살아남을 수있을까?

## 등장인물
T-800(스카이넷 터미네이터)
터미네이터 2에서 미래의 테크-컴 사령관이 될 존 코너를 보호하기 위해 미래에서 테크-컴이 생체피부 이식형 T-800 모델101을 재프로그래밍하여 스카이넷의 타임머신을 통해 과거로 보냈다. 동시에 스카이넷이 존 코너를 제거하기 위해 보낸 유동합금의 다른 모양으로 변형이 가능한 신형 터미네이터 T-1000을 보냈으나, T-800이 T-1000을 용광로에서 제거하고 존 코너를 보호했다. 존에게서 인간성을 배우게 되고 그것을 활용하기도 했다. 마지막에 T-800은 자신의 부품이 사이버다인 사에게 악용되는 것을 막기 위해 사라 코너의 도움을 받아 용광로 속으로 들어가 스스로 자신을 제거했다.(터미네이터는 자살하지 못한다는 것을 고려했다.)
T-1000
터미네이터 2에서 저항군의 리더인 존 코너를 제거하기 위해 스카이넷이 보낸 신형 유동합금 재질의 터미네이터이다. 유동합금으로써 몸의 일부를 물리적 접촉을 통해 날카로운 칼과 같은 무기로 변형시킬 수 있고 다른 인간으로 모습을 바꿀 수 있으며 크기가 비슷한 다른 물체로 변형이 가능하나 총이나 폭발물 등의 가동 부품 또는 화학 약품을 사용하는 복잡한 물체나 성냥갑 같은 초소형 물체는 변형 불가능.(다만, 빼앗은 총기는 체내에 수납할 수 있다.) 또한, 액체금속의 특성상 최대 2쌍까지 추가로 팔을 만들 수 있다.(한때, 그것이 옥의 티로 제기되었으나 이후 배제되었다.) 유동합금인 만큼 총이나 충격에서도 그대로 재생이 가능하다는 장점(반복 손상을 받았을 경우는 데미지가 서서히 누적되어 분자 기능에 장애가 미칠 가능성도 있다. T-1000의 몸이 분열해버려도 각각의 거리가 14 km 이내라면 재생 가능)이 있으며 불(최대 300℃)에도 잘 견디지만 용광로 같은 극고온도(1535℃)에서는 소멸되며 액화질소 같은 극저온도( ―196℃)에서는 움직임이 봉쇄된다. 마지막에 T-800의 유탄이 복부에 박혀 폭발하여 용광로 속으로 떨어져 제거된다.
존 코너
미래에 태크-컴 사령관이 될 운명..오래전부터 자신은 미래에 중요한 존재라고 말했던 어머니에 의해 날때부터 멕시코에서 총쏘기, 살아남는 법 등 리더쉽을 발휘할 수 있는 기술들을 연마하며 자라왔다. 하지만 어머니는 사이버다인 사의 본부를 날려버리려다 미치광이로 낙인찍혀 정신병원에 수감됐고 법적 양부모 보이트 부부와 살기 시작한 뒤부터는 어머니를 자기 인생 망친 싸이코로 여기며 탈선을 해버렸다. 하지만 FBI로 위장한 T-1000에게 위협을 받고있던 그때 T-800이 나타나 자길 구해주는걸 보고는 그제서야 어머니의 말이 사실이란걸 깨닫고 T-800과 병원에 감금된 어머니를 구해내 지구종말을 막기위해 발빠르게 움직인다. 그리고 다니는 내내 기계적으로만 행동하는 T-800에게 인간성을 가르친다.
사라 코너
카일 리스가 사망하고 나서 사라 코너는 자신의 아들 존 코너가 미래의 중요 인물이라는 사실을 알게 된 뒤, 멕시코로 가서 존에게 리더십과 생존술 등을 가르치게 된다. 하지만 나중에 혼자 컴퓨터 공장을 날려버리다 실패하고 페스카테로 정신병원에 수감되게 된다. 나중에 존 코너와 T-800의 도움으로 정신병원에서 탈출하게 되고 T-800에게서 마일스 다이슨이 심판의 날의 주요 원인이었다는 사실을 알게 된다. 심판의 날이 오는 악몽을 꿈에서 겪으면서 다이슨을 죽이려 했으나 만류되고 결국엔 다이슨의 협력 아래 사이버다인 사의 공장을 폭파하는 데 성공하게 된다.
카일 리스
사라 코너는 자신을 사랑했던 카일 리스를 꿈에서 만나게 된다. 카일은 아들인 존 코너가 이제 위험의 대상이 되었으며 보호해야 된다고 말하며 강인한 전사임을 사라에게 말해주며 떠나게 된다.(이 장면은 감독판 DVD 및 비디오에서만 나왔으며, 극장판에서는 삭제된 장면이다. 고로, 극장판에서는 카일 리스가 출연한 모습을 볼 수 없었다.)
피터 실버먼
심리학 박사로 1편에서는 경찰서 취조실에서 카일 리스와 심리상담을 하였으며 터미네이터가 나타나기 직전 경찰서를 빠져나와 목숨을 건지게 되었다. 2편에서는 정신병원에서 사라와 면담을 하게 되었으나 사라에게 위협을 받기도 하였으며 T-1000과 마주치기도 했으나 T-1000이 사라 일행을 쫓는데 정신이 팔려 있었으므로 목숨을 건졌다.

## 출연 배우
- 아널드 슈워제네거 - 터미네이터 T-800
- 린다 해밀턴 - 사라 코너
  - 레슬리 해밀턴 - 거울에 비친 사라
- 에드워드 펄롱 - 존 코너
  - 마이클 에드워즈 - 2029년의 존 코너
  - 돌턴 애벗 - 사라의 꿈 속의 존 코너
- 로버트 패트릭 - 터미네이터 T-1000
- 얼 보엔 - 피터 실버먼 박사
- 조 모턴 - 마일스 다이슨
- 제넷 골드스타인 - 저넬 보이트
- 잰더 버클리 - 토드 보이트
- 카스툴로 게라 - 엔리케 살세다
- S. 이페이사 머커슨 - 터리사 다이슨
- 더본 닉슨 - 대니 다이슨
- 대니 쿡시 - 팀
- 마이클 빈 - 카일 리스의 영혼(삭제 장면)

## 한국판 성우진

### DVD (1996년 발매)
- 신성호 - 터미네이터(아널드 슈워제네거)
- 최성우 - 사라 코너(린다 해밀턴)
- 박영남 - 존 코너(에드워드 펄롱)
- 최병상 - T-1000(로버트 패트릭)
- 강구한 - 마일스 다이슨(조 모튼) / 불량배(로버트 윈리) / 수사관(리처드 바이단)
- 윤병화 - 토드 보이트(잰더 버클리)
- 이완호 - 피터 실버먼(얼 보엔)
- 송연희 - 타리사 다이슨(S. 이페서 메커슨) / 존의 친구(대니 쿡시)
- 김정호 - 엔리케(카스투로 구에라) / 수사관(돈 노크) / 사이버다인 경비원(압둘 살람 엘 라잭)

### SBS (1997년 9월 16일)
- 이정구 - 터미네이터(아널드 슈워제네거)
- 손정아 - 사라 코너(린다 해밀턴)
- 이향숙 - 존 코너(에드워드 펄롱)
- 김준 - T-1000(로버트 패트릭)
- 홍승옥 - 자넬 보이트(제넷 골드스타인)
- 박태호 - 토드 보이트(잰더 버클리)
- 유강진 - 피터 실버먼(얼 보엔)
- 이병식 - 마일즈 다이슨(조 모턴)
- 한상덕 - 엔리케(카스투로 구에라)
- 정동열
- 유영환
- 황정란
- 김수중
- 손선근

### KBS (2003년 9월 13일)
- 이정구 - 터미네이터(아널드 슈워제네거)
- 손정아 - 사라 코너(린다 해밀턴)
- 이선 - 존 코너(에드워드 펄롱)
- 김민석 - T-1000(로버트 패트릭)
- 이근욱 - 피터 실버먼(얼 보엔) / 경찰특공대장(딘 노리스)
- 김영민 - 마일즈 다이슨(조 모턴)
- 홍승섭 - 연구소 경비원(토니 시모티스) / 불량배(제라르 윌리엄스) / 정신병원 경비원(덴니 피어스) / 경찰(톰 맥도널드) / 운전수(테렌스 에반스)
- 김순영 - 자넬 보이트(제넷 골드스타인) / 대니(데본 닉슨) / 여자아이(니키 콕스)
- 서광재 - 수사관(돈 노크)
- 김관진 - 엔리케(카스투로 구에라) / 술집 주인(피터 쉬럼) / 정신병원 의사(켄 깁벨) / T-1000한테 죽는 경찰(댄 스탠튼) / 사이버다인 경비원(마이크 머스캣)
- 박정민 - 정신병원 경비원(마크 크리스토퍼 로런스) / 운전수(J. 롭 조단)
- 류다무현 - 토드 보이트(잰더 버클리) / 불량배(로버트 윈리) / 수사관(리처드 바이단) / 사이버다인 경비원(압둘 살람 엘 라잭) / 경찰 헬리콥터 조종사(찰스 탐버로)
- 김지혜 - 여자아이(리사 브리니가) / 정신병원 경비원(노엘 에반젤리스티) / 경찰 무전
- 민지 - 존의 친구(대니 쿡시) / 타리사 다이슨(S. 이페서 메커슨) / 정신병원 의사(그웬더 디콘)
- 변현우 - 연구원(엔놀스 벌) / 불량배(존 팔머)

### MBC (2007년 1월 27일)
- 이정구 - 터미네이터(아널드 슈워제네거)
- 윤소라 - 사라 코너(린다 해밀턴)
- 이미자 - 존 코너(에드워드 펄롱)
- 김용식 - 피터 실버먼(얼 보엔)
- 김기철 - T-1000(로버트 패트릭)
- 이인성 - 마일스 다이슨(조 모튼)
- 양희문 - 토드 보이트(잰더 버클리)
- 방성준 - 엔리케(카스투로 구에라)
- 김지영 - 타리사 다이슨(S. 에파사 메커슨)
- 유상우 - 자넬 보이트(제넷 골드스타인)
- 이민하
- 한경화
- 김두희
- 양준건
- 류승곤